# Джоніель Сміт
Джоніель Сміт (англ. Jonielle Smith, нар. 30 січня 1996) — ямайська легкоатлетка, яка спеціалізується в спринтерських дисциплінах, чемпіонка світу, призерка континентальних змагань.
На чемпіонаті світу-2019 здобула «золото» в естафеті 4×100 метрів та була шостою в бігу на 100 метрів.